# Erebia subtusbicolor
Erebia subtusbicolor är en fjärilsart som beskrevs av Müller 1928. Erebia subtusbicolor ingår i släktet Erebia och familjen praktfjärilar. Inga underarter finns listade i Catalogue of Life.